# Método histórico-gramatical
O método histórico-gramatical ou método gramático-histórico de hermenêutica bíblica que busca descobrir objetivamente a intenção do autor de um texto bíblico para sua audiência  original. Para alcançar isso, fundamenta-se na análise do estilo gramatical de uma passagem e seu contexto cultural, histórico e literário.

## História
O método histórico-gramatical nasceu nos meados do século XVIII entre eruditos alemães que aplicaram métodos da Filologia e da nascente Historiografia acadêmica aos estudos bíblicos. Seu fundador foi o erudito Johann August Ernesti (1707–1781) que, apesar de não rejeitar o método histórico-crítico de sua época, enfatizava a perspicuidade bíblica, o princípio de que a Bíblia se comunica por meio do uso normal de palavras e gramática e é compreensível como qualquer outro livro. O conjunto de princípios e práticas interpretativas de Ernesti recebeu o nome de método histórico-gramatical ou método gramático-histórico de interpretação no livro Elementa Hermeneutices Novi Testamenti (1811) escrito por Karl Augustus Theophilos Keil (1754–1818).
Em reação à apropriação do método histórico-crítico por vertentes protestantes racionalistas e  liberais, o teólogo, professor e jornalista conservador Ernst Wilhelm Hengstenberg (1802–1869) encampou o método histórico-gramatical como baluarte da ortodoxia na defesa da historicidade dos milagres e da inspiração das Escrituras. Com base nesse método os eruditos Franz Delitzsch (1813–1890) e Johann Friedrich Karl Keil (1807–1888) produziram um extenso comentário bíblico. Assim, consolidou-se a existência do método histórico-gramatical independente tanto da leitura pietista quanto da leitura histórico-crítica da Bíblia, separando-se assim os métodos interpretativos nascidos durante a modernidade do Iluminismo. A tradução das obras de Ernesti ao inglês e sua subsequente adoção como livro-texto no Seminário Teológico de Princeton fez com que o método se popularizasse entre evangélicos de língua inglesa. 
Durante as polêmicas entre ciência e religião no século XIX, o método histórico-critico de hermenêutica bíblica ficou associado à teologia liberal enquanto a posição "conservadora" ou "tradicionalista" supostamente adotaria o método histórico-gramatical. Entretanto, um dos pioneiros norte-americanos da teologia liberal, Hosea Ballou, empregava o método histórico-gramatical; enquanto o biblista aderente do evangelicalismo tradicional, William Robertson Smith, aderia ao método histórico-critico. Meio a essas controvérsias, aderentes do método histórico-gramatical encamparam o conceito do teólogo liberal Benjamin Jowett de haver somente um só significado a cada texto bíblico e determinado pela intenção autoral.
No século XX, teólogos teologicamente conservadores reivindicaram que seus métodos de exegese seriam baseados no método histórico-gramatical. No entanto, muitos exegetas que afirmam utilizar o método histórico-gramatical escolhem seletivamente dados históricos ou fazem análises léxicas superficiais, bem como rejeitam o conceito central desse método: a da perspicuidade, requerendo pressupostos de cosmovisão ou de uma iluminação especial do Espírito Santo para se obter a "interpretação correta" das Escrituras.

## Comparação com outros métodos
O método histórico-gramatical não é o único método com base em uma leitura literal da Bíblia. Seus antecessores foram os métodos da antiga Escola de Antioquia, a abordagem dos caraítas, dos judeus racionalistas espanhóis, alguns escolásticos (Escola de São Vítor) e dos reformadores, dos puritanos, pietistas e o Método de Leitura Bíblica dos evangélicos vitorianos. O que torna o método histórico-gramatical singular é sua insistência na possibilidade de atingir uma única leitura objetiva, baseada nas posições iluministas de racionalismo cartesiano ou do senso comum realista.
Apesar de muitos estudiosos pensarem que o método histórico-gramatical remonta da Reforma, ele se distingue da interpretação bíblica dos reformadores em alguns aspectos. Diferente dos reformadores, o método histórico-gramatical distingue entre interpretação e aplicação, exclui a necessidade de iluminação do Espírito Santo para a correta interpretação, separa a teologia bíblica da teologia dogmática, rejeita inferências tipológicas ou alegóricas a não ser que estejam explicitamente no texto, entende que só é possível uma interpretação correta para cada texto e pressupõe historicidade dos eventos da narrativa bíblica, insiste e uma leitura indutiva para posteriormente elaborar doutrinas em oposição ao método de provas dos reformadores. Em comum, ambos os métodos consideram a primazia do sentido literal ou simples do texto, rejeitam a alegorização como meio de raciocínio interpretativo.
O método histórico-gramatical também se difere do Método de Leitura Bíblica empregado por evangélicos vitorianos, pelo movimento de Santidade e pelos pentecostais. Enquanto o método histórico-gramatical aceita fontes teológicas e históricas extrabíblicas para esclarecer pontos obscuros, valoriza as línguas originais da Bíblia, busca entender o contexto histórico e a intenção do autor; o Método de Leitura Bíblica visa interpretar a Bíblia somente pela Bíblia. O Método de Leitura Bíblica considera as versões vernáculas como suficientemente fidedignas para formular doutrinas (o que dispensa conhecer os idiomas originais), considera um complemento mas não crucial conhecer o contexto histórico e cultural das passagens, busca as referências e alusões internas para partes difíceis, pressupõe uma unidade teológica e uniformidade dos sentidos das palavras, considera cada versículo como dotado de autoridade normativa mesmo em caráter isolado, aceita interpretações alegóricas quando uma passagem for difícil de se compreender literalmente ou incongruente com a mensagem geral das Escrituras, reivindica a necessidade de iluminação do Espírito Santo para uma interpretação apropriada e adesão a uma analogia da fé (geralmente cristológica). Em comum, ambos métodos empregam uma leitura indutiva, aderem a pressupostos de inspiração sobrenatural, assumem o princípio de não contradição das Escrituras e possuem bases na epistemologia no senso comum.
Em contraste com o método histórico-crítico, usado por muitos estudiosos da Bíblia em universidades, o método histórico-gramatical trabalha com as formas textuais canônicas e visa produzir exegese com aplicações práticas, normativas ou teológicas. Enquanto isso, o método histórico-crítico visa descobrir as fontes, circunstâncias e fatores que contribuíram para a construção do texto, considerando a literatura, a história, as ciências sociais, a arqueologia, a linguística e as ciências da religião. Em comum, ambos métodos buscam a objetividade na leitura bíblica, buscam a intenção do autor e seu propósito do texto na audiência original. Apesar da desconfiança pelo método histórico-crítico por muitos evangélicos e fundamentalistas, biblistas e teólogos evangélicos conservadores como William Robertson Smith, Charles Spurgeon, A. S. Peake, Bruce Metzger, Mark Noll, Edwin M. Yamauchi, Gordon Fee, Daniel B. Wallace, Robert Menzies, Richard Longenecker ou F.F. Bruce empregam ambos métodos como complementares e sem oposição entre si.
Enquanto os métodos focados na resposta do leitor o objetivo está em como o livro é percebido pelo leitor sem se preocupar com a intenção do autor ou audiências originais, o método histórico-gramatical considera a recepção pelos leitores irrelevante. Os métodos focados no leitor são diversos, também empregados por estudiosos acadêmicos, incluindo a crítica canônica, a hermenêutica confessional e a hermenêutica contextual. No entanto, o método histórico-gramatical compartilha com métodos focados no leitor o interesse de compreender o texto tal como chegou às comunidades interpretativas, bem como ambas abordagens não rejeitam pressupostos de ortodoxia ou de crença no sobrenatural, além de considerarem relevante a atualização ou contextualização das aplicações das exegeses. Contudo, a preferência de vertentes bíblicas progressistas por esses métodos focados no autor afastou intérpretes conservadores. Entretanto, a crítica canônica encontra apoiadores em diversos campos do espectro teológico.

## Passos interpretativos
São vários passos que os manuais de exegese pelo método histórico-gramatical. Tomando por base uma sequência comumente empregada, os passos interpretativos são os seguintes:
1. Familiarização e o estabelecimento do texto;
2. Consideração do contexto histórico da passagem em estudo;
3. Consideração do contexto literário;
4. Consideração do contexto cultural;
5. Tradução do texto;
6. Análise léxica, com foco nos termos chave dentro do texto;
7. Análise estilística (quiasmo, paralelismo, hipérbole, etc.);
8. Análise literária inclusive do gênero literário (poesia, narrativa, profecia, provérbio, etc.).
9. Análise teológica;
10. Resumo de todas as descobertas dos passos anteriores;
11. Análise e síntese com correlação, a atualização e a aplicação das descoberta da leitura.